# Белеу
Беле́у (рум. Beleu) — заплавне озеро в нижній частині річки Прут, найбільша природна водойма на території Молдови. Розташоване на півдні країни в Кагульському районі.
Площа озера становить 6,26 км², при розмірах 9,5 на 5 км. Пересічна глибина коливається в межах 0,5-1,5 м, а максимальна становить 2,5 м.
Озеро виникло 5000-6000 років тому у великій дельті річки Дунай. В 1991 році озеро стало частиною заповідника Прутул де Жос площею 16,91 км². В 1992 році воно було майже повністю висушене, але пізніше відновлене.
| Молдова | Це незавершена стаття з географії Молдови. Ви можете допомогти проєкту, виправивши або дописавши її. |